# Fiscal (Espagne)
Fiscal est une municipalité de la comarque de Sobrarbe, dans la province de Huesca, dans la communauté autonome d'Aragon en Espagne. Le village de Fiscal se trouve à 768 mètres d'altitude, dans la vallée de l'Ara, au pied de la peña Canciás (au sud). 

## Lieux et monuments
La municipalité regroupe les villages suivants, dont la plupart sont abandonnés : Albella, Arresa, Berroi, Borrastre, Burgasé, Cájol, Campol, Geré, Ginuábel, Giral, Jánovas, Javierre de Ara, Lacort, Lardiés, Lavelilla, Ligüerre de Ara, Planillo, San Felices de Ara, San Juste, San Martín de Solana, Santa Olaria de Ara, Semolué et Villamana.